# Кулик Микола Іванович
Микола Іванович Кулик (псевдо: «Дорошенко» 24 вересня 1927, с. Німстів, тепер Любачівський повіт, Підкарпатське воєводство — 17 жовтня 2013, Канада) — вояк УПА, відомий громадський діяч української діаспори в Канаді, член адміністрації видавничого комітету «Літопису УПА», активний член Об'єднання колишніх вояків УПА в США та Канаді. 

## Життєпис
Народився в родині Івана та Ганни Кулик. Мама походила з дому Козіїв із села Дахнів цього ж повіту. У родині було восьмеро дітей — Іван, Василь, Михайло, Катерина, Йосип, Марія, Наталка і Петро.
Після закінчення народної школи в рідному селі продовжував навчання у м. Чесанів, де вступив до юнацької сітки ОУН.
У 1942 р. пройшов оргвишкіл та отримав псевдо «Крук». З 1943 р. — станичний інформатор СБ ОУН, a з квітня 1944 р. — станичний с. Німстів («Ненаситець») під псевдом «Дорошенко». 
11.02.1945 р. ранений у сутичці з польською міліцією, внаслідок чого назавжди втратив ліву нирку та отримав каліцтво кисті правої руки. 27.08.1945 р. у бою з НКВД вдруге тяжко ранений розривною кулею в ліве стегно та ліву долоню, втративши вказівний та кінцівку середнього пальця. Наказом ч. 2/46 військового штабу ВО-6 «Сян» (ТВ-27 «Бастіон») УПА-Захід від 25.05.1946 р. відзначений двома срібними зірками. Після п'ятимісячного лікування повернувся до лав Збройного підпілля ОУН, де від січня до березня 1946 р. виконував функцію ланкового й господарчого самооборонного кущового відділу (СКВ). З квітня 1946 р. — інтендант курінного шпиталю УПА, a відтак — політвиховник СКВ «Трембіта І» у 4-му районі округи ОУН «Батурин». Згодом перебував на військовому вишколі в підстаршинській школі УПА в Ярославщині (Закерзоння), навчання в якій через бойові дії ворога було перерване й курсанти демобілізовані. Після виселення українського населення (операція «Вісла») пережив найважчі роки підпільної боротьби (1947-1950). У складі рою відійшов на захід Польщі, де проживали виселені українці. Під час рейду теренами, насиченими Військом Польським та спецслужбами, рій розділився спочатку на 4 особи, згодом — на два, і, врешті, М. Кулик залишився сам, переховуючись у лісах. Вижити допомогли українці-переселенці, зокрема, лемківська родина Муликів. Службу в УПА завершив рейдом з Іваном Козаком — «Борисом» і Володимиром Низом — «Волиняком», через Польщу і Чехословаччину до американської окупаційної зони Німеччини 27.09.1950 р.
З огляду на отримані поранення, німецькою та українською лікарськими комісіями, призначено йому інвалідність. У Німеччині в місті Інґольштадт протягом шести місяців навчався в технічній школі, де отримав професію автоелектрика.
У листопаді 1951 р. переїхав до Канади, де в Раєрсонському інституті закінчив торговельні курси та отримав диплом «Business-management». У 1955 р. у Торонто створив фірму з перевезення будівельних матеріалів, у якій пропрацював до пенсійного віку. У 1959 р. одружився з Євгенією Ходань. Виховали двох синів — Андрія і Романа, онуків — Іванка і Еліс. Дружина після важкої довготривалої хвороби відійшла у вічність 29.02.2004 р.
З часу прибуття до Канади активно займався громадської діяльністю. Від 1976 р. член-засновник видавництва Літопис УПА, а згодом довголітній адміністратор та організатор збірок коштів. Завдяки його стараннями видано 109 томів у чотирьох серіях багатотомного наукового видання. Понад 24 роки очолював Головну управу Товариства колишніх вояків УПА в Канаді. Ініціатор заснування секції для вояків УПА на цвинтарі Св. Володимира в м. Оквил. Як голова комітету забезпечив побудову пам'ятника Слави УПА на даному цвинтарі в травні 1988 р.
Від Конґрес Українців Канади був нагороджений Шевченківською медаллю.
У 1992 р. обраний головою Крайового Комітету святкувань 50-тя УПА в Канаді. У серпні 1992 р. організував поїздку 230 особам чартерним літаком в Україну, у висліді якої ветерани УПА, починаючи з Канева, здійснили одномісячне турне Україною. Як ветеран збройних сил став членом Українського відділу № 360 Королівського Канадського Леґіону, a згодом — членом управи і скарбником. Був організатором побудови у 2000 р. пам'ятника Пилипу Коновалу, кавалеру найвищої нагороди Великої Британії — Хреста Вікторії, у його родинному селі Кутківцях Чемеровецького району Хмельницької області.
Також був членом і співпрацівником інших українських громадських і ветеранських організацій Канади. У 2001 р. зредаґував та перевидав в Україні чотиритомник «Спомини та роздуми», авторства знаного діаспорного публіциста і громадського діяча Володимира Макара. 
Помер 17 жовтня 2013 року та похований на дільниці ветеранів УПА цвинтаря Св. Володимира в м. Оквіл (Онтаріо, Канада).

## Сім'я
- Кулик Петро Іванович — брат, український скульптор